# 扎庫京齊 (別爾季切夫區)
49°52′5″N 28°48′4″E / 49.86806°N 28.80111°E
扎庫京齊（烏克蘭語：Закутинці），是烏克蘭的村落，位於該國北部日托米爾州，由別爾季切夫區負責管轄，始建於1610年，面積2.03平方公里，海拔高度256米，2001年人口370，人口密度每平方公里182.36人。